# Francesc Queralt
Francesc Queralt (* 1740 in Les Borges Blanques; † 28. Februar 1825 in Barcelona) war ein katalanischer Kapellmeister der Kathedrale von Barcelona und sakraler Komponist.

## Leben und Werk
Queralt wurde wahrscheinlich an der Kathedrale von Lleida musikalisch ausgebildet. 1759 trat er in den Dienst der Kathedrale von Barcelona. Dort wurde er 1773 stellvertretender Kapellmeister. 1774 übernahm er von Josep Pujol die Stelle des Kapellmeisters. Im gleichen Jahr schrieb er das Oratorium Triunfo feliz de Santa Eulalia Virgen y mártir barcelonesa (Triumph der seligen Jungfrau Eulalia und Märtyrerin von Barcelona). In der zweiten Hälfte der 1870er Jahre wurden zahlreiche Oratorien von Queralt in religiösen Zentren in und um Barcelona aufgeführt. So wurde beispielsweise 1877 das Oratorium Daniel en Babiloni (Daniel in Babylonien) im Kloster Sant Pere de les Puelles aufgeführt. 1796 am Karfreitag ergab sich für eine Aufführung eines Oratorio dels dolors (Oratoriums der Schmerzen) eine Kontroverse mit dem Organisten der Barceloneser Kathedrale Carles Baguer. Dieser hatte für den gleichen Anlass ein Oratorium geschrieben.
1815 schließlich wurde Queralt von seiner Position des Kapellmeisters der Kathedrale abberufen. Die folgenden zehn Jahre verbrachte er in Lleida und Saragossa. Am 28. Februar 1825 kehrte er an die Kathedrale von Barcelona zurück.
Als Komponist hat Queralt ausschließlich sakrale Werke hinterlassen. Er schrieb zwei Duette und ein Magnificat, ein Nisi dominus und ein Beatus vir. Darüber hinaus ist er der Autor mehrerer Oratorien im italienischen Stil, die alle in Sant Felip Neri de Barcelona uraufgeführt wurden. Viele seiner Werke sind für zwei oder drei Chöre und Orchester ausgelegt. Sein Kompositionsstil ist von der zeitgenössischen Ästhetik des Klassizismus geprägt. Queralt war Kenner der kompositorischen Grammatik des deutschen und des italienischen Kulturraumes der Zeit. Er gab sein Wissen an mehrere Schüler weiter. Exemplarisch sei hier Baltasar Saldoni genannt.